# Mutterlied
Mutterlied è un film del 1937 diretto da Carmine Gallone che ha come interpreti principali i famosi cantanti Beniamino Gigli e Maria Cebotari. La sceneggiatura è firmata da Bernd Hoffmann e da Thea von Harbou.
Il film è stato girato da Gallone anche in versione italiana con il titolo Solo per te mantenendo lo stesso cast.

## Produzione
Il film fu prodotto dalla Itala-Film GmbH (Berlino) e Itala-Film SA (Roma).

## Distribuzione
In Germania, il film ottenne il visto di censura B.47120 del 16 dicembre 1937. Il 24 dicembre, la vigilia di Natale, il film fu proiettato al Capitol di Berlino.